# مریخ‌نورد کاوشگر

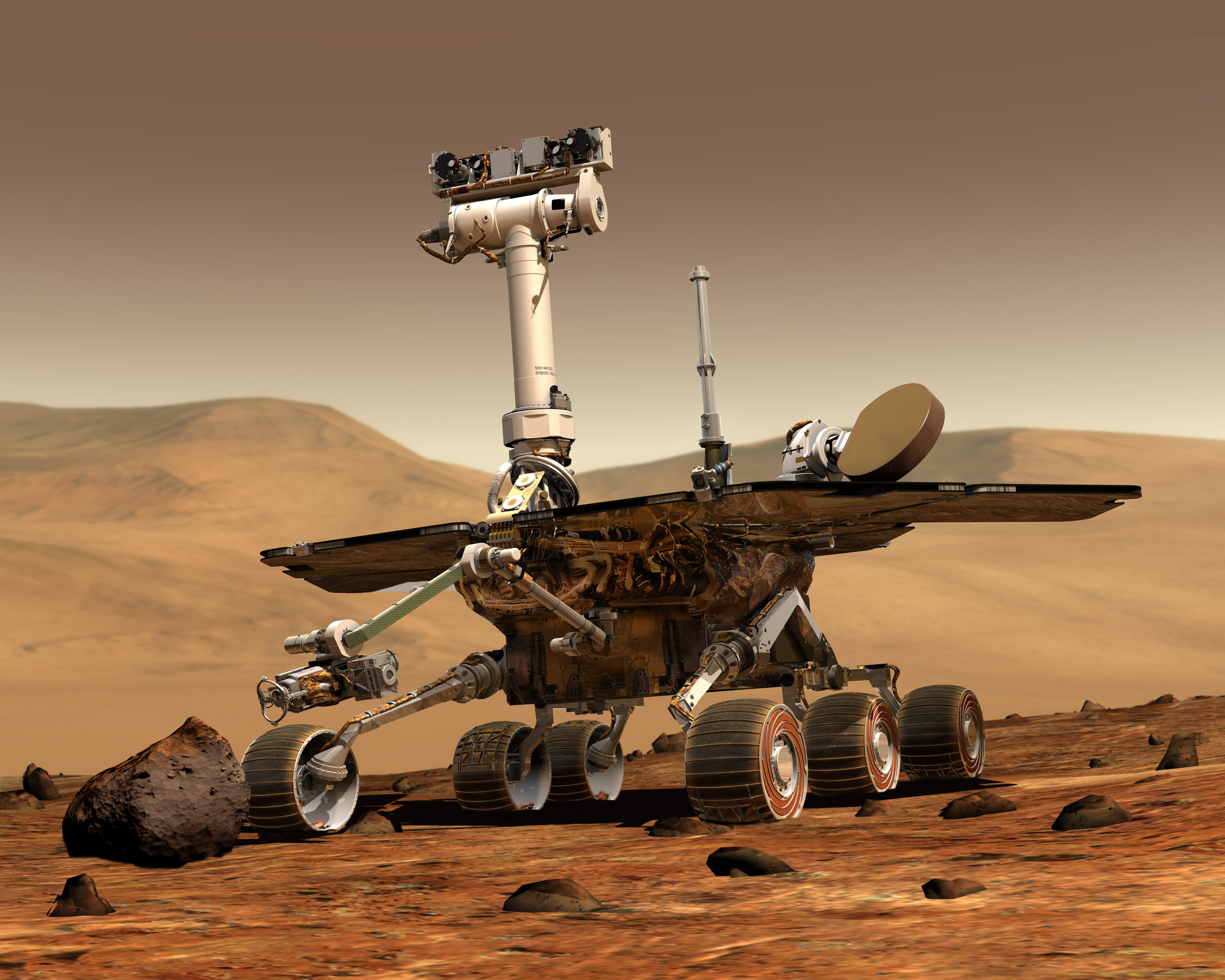
پنداشت یک هنرمند از مریخ‌نورد بر روی سیاره بهرام.

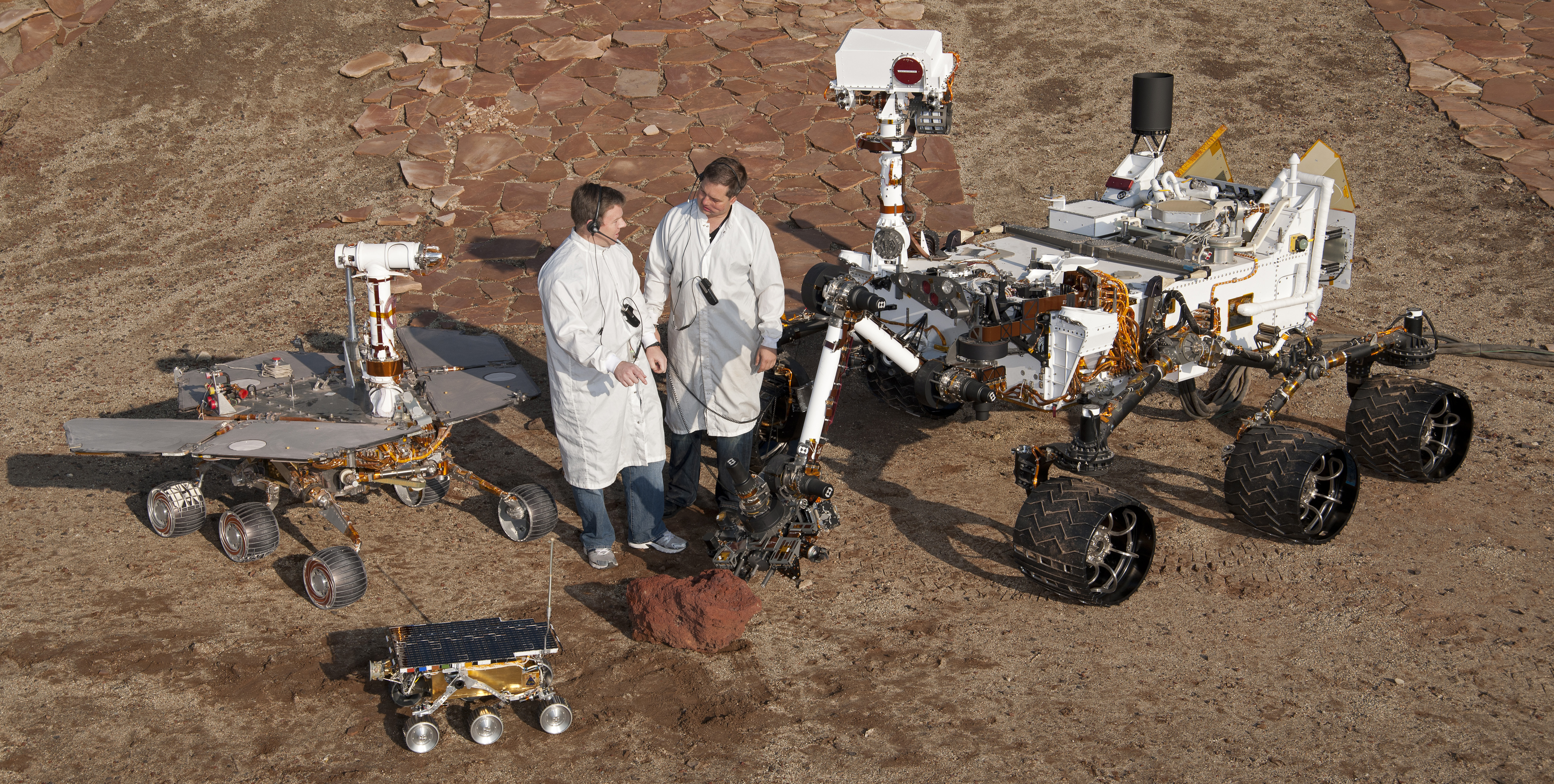
مریخ‌نورد کنجکاوی (راست) در کنار مریخ‌نورد اکتشاف (چپ)

مریخ‌نورد کاوشگر یک ماموریت رباتیک فضایی است که از دو مریخ‌نورد، روح و فرصت، برای کاوش مریخ بهره می‌برد.

## تاریخچه
روح و فرصت تابستان ۱۳۸۲ که مقارن با نزدیک‌ترین ملاقات زمین و مریخ در چند دهٔ اخیر بود، به سوی سیارهٔ سرخ رهسپار شدند و در همان سال به مقصد رسیدند. این مریخ نوردها قرار بود فقط ۹۰ روز کار کنند، اما طراحی فوق‌العاده و ساخت بی‌نظیرشان سبب شد بتوانند زمستان مریخ را نیز پشت سر بگذارند و هشت برابر بیشتر عمر کنند. سال مریخی، نزدیک به دو برابر سال زمین طول می‌کشد و از آن جا که فاصلهٔ مریخ تا خورشید، بسیار بیشتر از فاصلهٔ زمین تا خورشید است، زمستان آن‌جا بسیار سخت‌تر و طولانی‌تراست. روح و فرصت در طول این یک سال مریخی توانستند هفتصد هزار تصویر به زمین مخابره کنند، بیش از ده هزار متر مسیر سنگلاخ را طی کنند و بسیاری از سنگ‌ها و صخره‌های سر راه را سوراخ کنند و مورد آزمایش قرار دهند. آن‌ها شواهدی قاطع برای حضور آب جاری در گذشتهٔ مریخ به دست آوردند که بزرگ‌ترین کشف سال ۲۰۰۳ لقب گرفت. آن‌ها نشانه‌های بسیار زیادی در مورد فعالیت‌های شدید درون مریخ پیدا کردند. از تپه‌هایی که رسیدن به آن‌ها رؤیایی بیش نبود، صعود کردند و بسیاری دیگر از واقعیت‌های سطح مریخ را نمایان ساختند. البته اطلاعات مشابهی که دو مریخ‌نورد از دو سوی مریخ ارسال کردند، نشان داد که این نشانه‌ها در همه‌جای مریخ وجود دارد و منحصر به یک منطقهٔ خاص نیست.

## مدت مأموریت

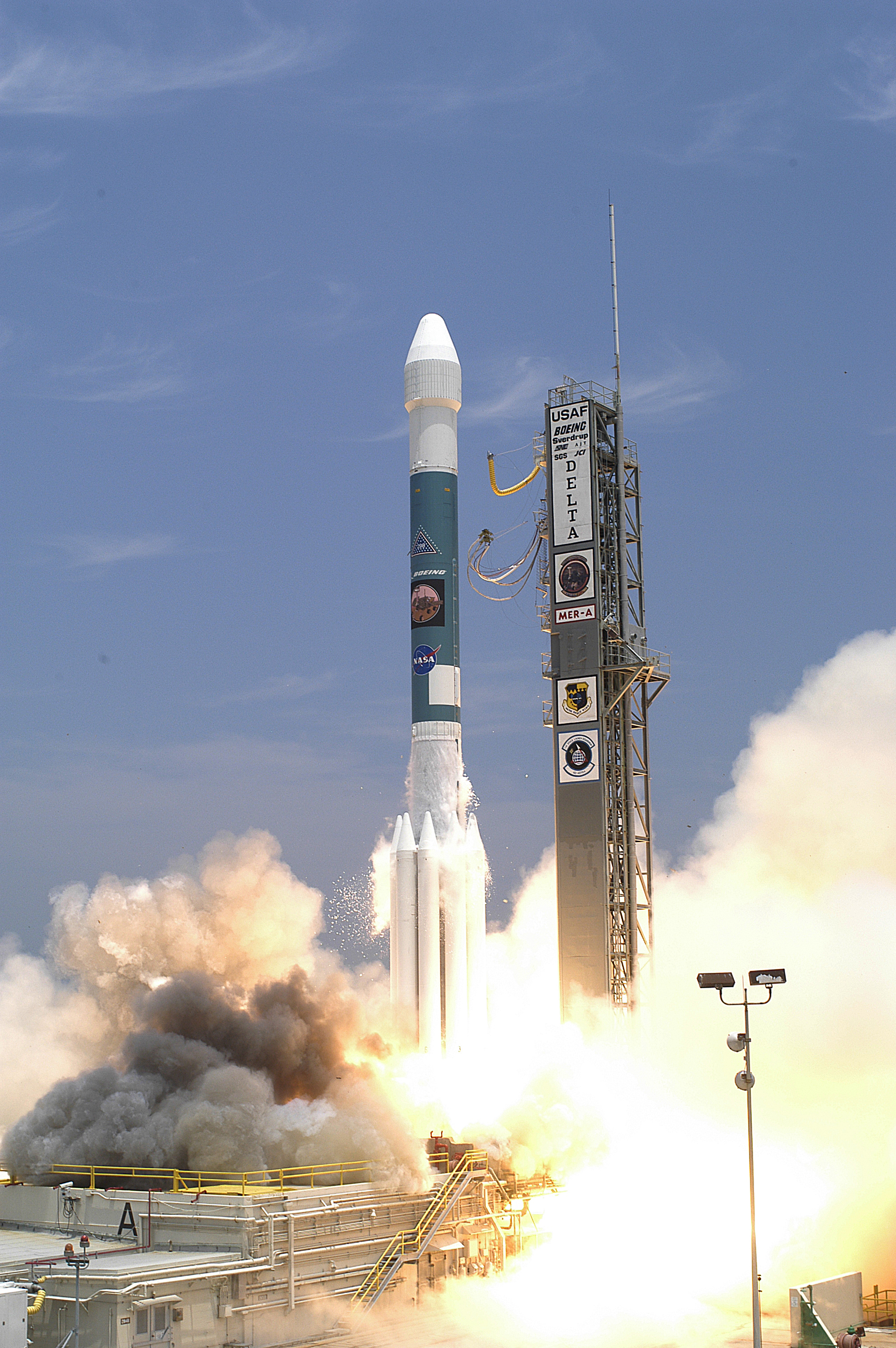
پرتاب مریخ نورد روح به مریخ

در ۱۹ مهٔ ۲۰۱۰، سازمان JPL در ناسا مریخ‌نوردها را به بیشترین رکورد مدت مأموریت روی مریخ، اعلام کرد. قبل از آن وایکینگ۱ در سال ۱۹۷۵ اولین سفینه‌ای که سالم روی مریخ نشست و به اجرای مأموریتش پرداخت، با رکورد ۲۲۴۵ سُل (روز مریخی) برابر با ۲۳۰۶ روز زمینی، رکورد داشت.
مریخ‌نوردهای روح و فرصت قرار بود نود روز کار کنند، ولی الان بیش از شش سال است مشغول کار هستند. در طول این مدت، اتفاق‌های زیادی روی داد که نزدیک بود آخر کار آن‌ها را رقم بزند. یک بار یک تکه سنگ درون یک بازو گیر کرده بود و دانشمندان هر کاری کردند، نتوانستند آن را خارج کنند، تا این که به‌طور اتفاقی، سنگ قِل خورد و از بازو خارج شد. یک بار هم فرصت در یک دشت شنی بوکس‌واد کرد. یکی از چرخ‌های روح هم خراب شده و نمی‌چرخد.
سلول‌های خورشیدی که تنها منبع تأمین انرژی این مریخ نوردها هستند، به مرور غبارآلود می‌شوند و انرژی تولیدی‌شان کاهش می‌یابد. اما در تابستان ۱۳۸۴ به شکلی اتفاقی، چند گردباد به هنگام ظهر پدید آمدند و غبارها را جارو کردند. در حال حاضر، هر دو مریخ‌نورد در کمال صحت و با انرژی کامل به کار خود ادامه می‌دهند. با توجه به این که این دو مریخ نورد، زمستان طولانی مریخ را نیز پشت سرگذاشته‌اند، به نظر می‌رسد حالا حالاها با مشکلی مواجه نشوند. اما این مأموریت که ۲۰ ماه بیشتر از زمان پیش‌بینی شده به طول انجامیده، انرژی و بودجه بسیار زیادی را در دفتر مطالعات مریخی ناسا به خود جذب کرده و برنامه‌های بعدی مریخ را با تعویق مواجه کرده‌است. هنوز مشخص نیست آیندهٔ این مأموریت و دیگر برنامه‌های در دست مطالعه به کجا می‌انجامد.
اندرو دانتزل، مدیر قسمت منظومه خورشیدی ناسا در واشینگتن می‌گوید: روح و فرصت ظاهراً برای ادامه داستان ماجراجویانه خود آماده‌اند. ما با دریافت این خبر خوب و با توجه به ضرورت ادارهٔ صحیح مریخ‌نوردها، پشتیبانی بیشتری از کار دسته جمعی تیم کنترل آن‌ها در زمین کردیم.
با این که مریخ نوردها تاکنون به خوبی فراتر از حد تفکر کار کردند، ولی آرام آرام اثرات فرسودگی و خستگی در آن‌ها به چشم می‌خورد.
یکی از تغییراتی که اخیراً در روند پروژه صورت گرفت، کاهش فعالیت مریخ‌نوردها از ۷ روز به ۵ روز در هفته است. بدین ترتیب، حدود ۲۰درصد از متخصصان گروه پشتیبانی که تقریباً ۱۰۰ نفر می‌شوند، مریخ نوردها را رها می‌کنند و سراغ پروژه‌های دیگر می‌روند. مریخ نوردان می‌بایست دو روز در هفته را فقط صرف جذب انرژی و شارژ کردن باتری‌های خود کنند.
در ۱ مهٔ ۲۰۰۹ روح در ماسه‌های نرم گیر کرد دانشمندان به تجزیه و تحلیل ماسه‌ها پرداختند و سپس روی زمین به آزمایش‌هایی پرداختند تا بتوانند روح را از آنجا نجات دهند و به ادامه کار در بیاورند. آزمایش‌هایی از قبیل شبیه‌سازی در جعبه ماسه با همان شیبی که روح در ماسه‌های مریخ گیر کرده‌است.
اخبار روح را از اینجا دنبال کنید
در حال حاضر روح به خاطر اینکه نمی‌تواند از جای خود حرکت کند برنامه بر این شده که در همان‌جا به تحقیق ادامه دهد؛ ولی فرصت در حال حرکت به سمت یک آتشفشان خاموش (اندیور) است.

## کشفیات بزرگ
فرصت و روح به ترتیب و با فاصله دو هفته، نشانه‌های وجود آب مایع در زمانی دور در سیاره سرخ را کشف کردند. بررسی داده‌های ارسالی از مریخ نورد روح، مشخص کرد بستر این سطح در مجاورت با آب مایع، دچار تغییرات فیزیکی و شیمیایی شده‌است. هر دو مریخ نورد به نشانه‌هایی از آب از جمله سنگ‌های رسوبی و حاوی هماتیت رسیدند. فرصت خیلی زود اثبات کرد که مقدار زیادی آب به همراه نمک در فلات مریدیانی (محل فرود مریخ نورد فرصت) وجود داشته‌است. یافتن شواهدی از وجود آب در گذشته سیاره سرخ، مأموریت اصلی روح و فرصت به‌شمار می‌رفت. اینک به نظر می‌رسد این دو، پیش از به پایان رسیدن زمان مأموریت، موفقیت کامل خود را کسب کرده‌اند.
روح توانست از گردبادهای بهرام عکس بگیرد.
برای نخستین بار در تاریخ، انسان موفق به بررسی شهاب سنگی بر سطح سیاره‌ای دیگر شد. فرصت توانست شهاب سنگی را پیدا کند که بستر جرم آن از آهن و نیکل تشکیل شده‌است.
این شهاب سنگ که به اندازه یک توپ بسکتبال است، کاملاً سوراخ سوراخ شده و ماهیت آن به کمک طیف نگارهای مریخ نورد مشخص شده‌است. تعداد اندکی از شهاب سنگ‌هایی که بر روی زمین یافت می‌شوند، این ترکیبات را دارند و بقیه آن‌ها عمدتاً صخره‌ای هستند. به‌طور مثال، جرمی که گودال معروف آریزونا را پدیدآورده است، ترکیباتی مانند شهاب سنگ یافت شده بر سطح مریخ را داشته‌است. این شهاب سنگ در نزدیکی سپر گرمایی مریخ نورد در فلات نصف النهار یافت شده‌است.

## دیگر پروژه‌ها
روح و فرصت، دومین نسل مریخ نوردها به حساب می‌آیند. نسل اول در سال ۱۹۹۶ در رهیاب مریخ استفاده شد و سوجورنر نام داشت که اکتشافات آن در پروژه رهیاب (Pathfinder)در نوع خود بی‌نظیر بودند. ناسا اعلام کرد که سوجورنر فقط یک هفته بر روی سطح مریخ دوام می‌آورد؛ ولی مریخ نورد در حدود ۹۰ روز کار کرد و به‌طور ناگهانی، ارتباط‌ش با زمین قطع شد. بعد از آن، دو مأموریت اصلی ناسا در سال‌های ۱۹۹۸ و ۱۹۹۹ با شکست مواجه شد. یک مدارگرد و مریخ‌نشین به همراه یک ریزکاوشگر در طول این دو مأموریت از بین رفتند. همین باعث شد ناسا دربارهٔ مأموریت‌های مریخ، کمی جدی تر بیندیشد.
کارهای ارزشمند مدارگرد اودیسه در هیاهوی اکتشافات روح و فرصت کم رنگ شده‌است، اما تصاویر و نقشه‌های ارزشمند این سفینه نیز ویژگی‌های منحصربه‌فرد خود را داشت. اودیسه برای انجام سه کار طراحی شده بود:
1. نقشه‌برداری شیمیایی و معدنی از سطح مریخ
2. جستجو برای یافتن آب در زیر لایه‌هایی نازک از سطح.
3. اندازه‌گیری و تجزیه و تحلیل میزان تشعشعات محیطی و تعیین میزان تأثیر آن بر روی انسان.

اودیسه در سال ۱۳۸۰ پرتاب شد و از اواخر سال ۱۳۸۱ کار نقشه‌برداری خود را آغاز کرد. داده‌هایی که اودیسه از سطح مریخ فرستاده‌است، نیازمند سال‌ها مطالعه و تحقیق است. مریخ‌نشین انگلیسی بیگل۲ که همراه با مدارگرد سریع‌السیر مریخ، (Mars Express) متعلق به سازمان فضایی اروپا عازم سیاره سرخ شده بود، از کار افتاد. در نتیجه، امیدهای بی‌شمار محققانی که به دنبال داده‌های این مریخ نورد دربارهٔ شرایط زیستی مریخ بودند، نقش بر آب شد. در گزارشی که کمیته تحقیق ناسا در مورد این حادثه ارائه داد، مدیریت ضعیف، یکی از عوامل مؤثر در این شکست عنوان شده‌است.
به خاطر موفقیت‌هایی که دو کاوشگر روح و فرصت در سیاره سرخ داشتند، ناسا در حال برنامه‌ریزی مأموریت کاوشگر بعدی خود برای سفر به مریخ است. کاوشگرهای جدید، آزمایشگاه علمی مریخ و ققنوس (Phoenix) نام دارند. این کاوشگر برای یافتن نشانه‌های حیات میکروبی در گذشته و حال سیاره مریخ یا می‌تواند خاک و سنگ‌های مریخی را به میزان سه برابر بیشتر از کاوشگرهای قبلی جمع‌آوری و تحلیل کند. این مأموریت، حاصل همکاری بین‌المللی در زمینه اکتشافات فضایی است. آژانس فضایی فدرال روسیه، وزارت علوم و تحقیقات اسپانیا، آژانس فضایی کانادا و مؤسسه ماکس پلانک آلمان، از جمله مراکزی هستند که در این پروژه تازه نقش دارند.
این کاوشگر قصد دارد برای اولین بار، روش‌های دقیق فرود را بر روی سطح مریخ به کار ببرد؛ یعنی پاسخ به این سؤال که آیا کاوشگر می‌تواند خودش را بر روی سطح مریخ هدایت کند و فضاپیما قبل از بازشدن چتر نجات می‌تواند به بالای نقطه مورد نظر در مریخ پرواز کند و سپس فرود بیاید؟ قبل از فرود، فضاپیما باید چتر نجات و موشک‌های پس ران خود را آماده کند. این روش فرود، باعث می‌شود که کاوشگر در یک سطح۲۰ در۴۰ کیلومتری فرود بیاید. این مساحت، سه تا پنج برابر کوچک‌تر از منطقه فرود بر مریخ در مأموریت‌های گذشته‌است. آزمایشگاه علمی مریخ با شش چرخ و یک دوربین به کاوش خواهد پرداخت. این کاوشگر برخلاف کاوشگرهای دوقلو، یک دستگاه لیزر را برای تبخیر لایه نازکی از سطح صخره و تحلیل ترکیب عناصر مواد زیرین آن حمل خواهد کرد. سپس قادر خواهد بود تا نمونه‌های صخره و خاک این سیاره را جمع‌آوری و خرد کند و آن‌ها را برای تحلیل شیمیایی به محفظه آزمایش همراه کاوشگر منتقل کند.
طراحی این کاوشگر به گونه‌ای است که یک سری از ابزارهای علمی را برای شناسایی ترکیبات آلی مانند پروتئین‌ها، اسیدهای آمینه و سایر اسیدها و بازها که همگی از زنجیره کربنی به وجود آمده‌اند، به کار می‌برد. این مواد، از عوامل حیاتی زندگی هستند و با پیدا کردن آن‌ها در مریخ، می‌توان به اطلاعات تازه‌ای دربارهٔ حیات در این سیاره دست یافت. این وسیله همچنین ترکیباتی از قبیل گازهای اتمسفری را که ممکن است به فعالیت‌های بیولوژیکی مربوط باشند، شناسایی می‌کند. با استفاده از این ابزار، آزمایشگاه علمی مریخ، خاک و صخره‌های سیاره مریخ را با جزئیات بیشتر از قبل آزمایش خواهد کرد تا وجود آب و دی اکسیدکربن به صورت جامد، مایع یا گاز را در این سیاره مشخص کند. ناسا قصد دارد علاوه بر اطلاعات مأموریت‌های پیشین، بر مبنای تصاویر ارسالی از کاوشگر مدارپیمای مریخ که در سال ۲۰۰۶ شروع به کار می‌کند، مکانی برای فرود انتخاب کند.